# ルイーゼ・フォン・ザクセン＝ヒルトブルクハウゼン
ルイーゼ・フォン・ザクセン＝ヒルトブルクハウゼン（ドイツ語：Luise von Sachsen-Hildburghausen, 1794年1月28日 - 1825年4月6日）は、ナッサウ公ヴィルヘルムの妃。

## 生涯

### 生い立ち
ルイーゼはザクセン＝アルテンブルク公フリードリヒとシャルロッテ・ツー・メクレンブルク＝シュトレーリッツの娘である。ルイーゼと姉テレーゼはともに美しかったことで知られ、詩人フリードリヒ・リュッケルトは姉妹に作品『Mit drei Moosrosen（3本のモスローズ）』を捧げている。

### 結婚
1813年6月24日にヴァイルブルクにおいてナッサウ公ヴィルヘルムと結婚した。結婚を記念して、サミュエル・ルヤを含むヴァイルブルクの市民警備隊は「Cantate am Feste der Heimführung des Erbprinzen Wilhelm von Nassau mit der Prinzessin Louise von Sachsen-Hildburghausen（ナッサウ公ヴィルヘルムとルイーゼ・フォン・ザクセン＝ヒルトブルクハウゼンの帰還を祝うカンタータ）」を作曲した。
結婚生活は不幸なものであったという。夫ヴィルヘルムは、政治において独裁的であっただけでなく、家族に対しても思いやりがなく、ルイーゼや子供たちを悩ませた。

### 死去
ルイーゼは、末娘マリーの誕生直後に1825年に死去した。ルイーゼの死後、夫ヴィルヘルムはルイーゼの姉シャルロッテの娘パウリーネ・フォン・ヴュルテンベルクと結婚した。ヴィースバーデンのルイーゼン広場とルイーゼン通りは、ルイーゼにちなんで名付けられた。

## 子女
ナッサウ公ヴィルヘルムとの間に8子が生まれた。
- アウグステ・ルイーゼ・フリーデリケ・マクシミリアーネ・ヴィルヘルミーネ（1814年）
- テレーゼ・ヴィルヘルミーネ・フリーデリケ・イザベラ・シャルロッテ（1815年 - 1871年） - オルデンブルク公子ペーターの妃
- アドルフ・ヴィルヘルム・カール・アウグスト・フリードリヒ（1817年 - 1905年） - ナッサウ公、のちルクセンブルク大公
- ヴィルヘルム・カール・ハインリヒ・フリードリヒ（1819年 - 1823年）
- モーリッツ・ヴィルヘルム・アウグスト・カール・ハインリヒ（1820年 - 1850年）
- マリー・ヴィルヘルミーネ・ルイーゼ・フリーデリケ・ヘンリエッテ（1822年 - 1824年）
- ヴィルヘルム・カール・アウグスト・フリードリヒ（1823年 - 1828年）
- マリー・ヴィルヘルミーネ・フリーデリケ・エリーザベト（1825年 - 1902年） - ヴィート侯ヘルマンの妃